# فيبي جيلمان
فيبي جيلمان (بالإنجليزية: Phoebe Gilman)‏ هي كاتبة للأطفال وكاتِبة أمريكية، ولدت في 4 أبريل 1940 في ذا برونكس في الولايات المتحدة، وتوفيت في 29 أغسطس 2002.